# Afterlife (Musiker)
Hinter Afterlife steht der britische Musikproduzent Steve Miller, der unter anderem Soul-House- und Ambient-House-Stücke produziert. Afterlife ist vor allem auf Ibiza bekannt, ansonsten auch durch Stücke auf den Café del Mar-Compilations. Zusammen mit dem dänischen Musiker Lennart Krarup produzierte Miller auch unter dem Namen The Suntwins.

## Diskografie

### Alben
- Afterlife (1995)
- Simplicity (1999)
- Simplicity Two Thousand (2000)
- Speck Of Gold (2004)
- The Afterlife Lounge (2006)
- Electrosensitive (2009)

### Beiträge auf den Café-del-Mar-Samplern
- Volumen Tres: Blue Bar (1996)
- Volumen Cuatro: 5th & Avenida (1997)
- Volumen Seis: Dub In Ya Mind [Beach club mix] (1999)
- Volumen Siete: Breather 2000 [Arithunda mix] (2000)
- Volumen Ocho: Sunrise [DJ Thunda & The K-20 Allstars remix] (2001)